# Kidō Shinseiki Gundam X
Kidō Shinseiki Gundam X (jap. 機動新世紀ガンダムX Kidō Shinseiki Gandamu Ekkusu; dosł. "Mobilny Nowy Wiek Gundam X"), znany również pod alternatywnym tytułem After War Gundam X (dosł. "Po Wojnie Gundam X") – serial anime z gatunku mecha wyprodukowane w 1996 roku przez firmę Sunrise. Nie odniósł tak dużego sukcesu jak poprzednia seria, jest siódmym a zarazem najkrótszym serialem z gatunku Gundam, liczy zaledwie 39 odcinków.

## Fabuła
Piętnaście lat przed akcją miała miejsce wojna między Federacją a Koloniami, od zakończenia wojny liczy się nowy czas – teraz jest to rok 15 AW (After War – Po wojnie). Pozostał zaledwie 1% ludności. Wszystko wróciło do normy, jednak są ludzie, którzy chcą posiąść siłę i władzę. Na całym świecie odbywa się handel Gundamami, które przetrwały wojnę. Posiadacze takich maszyn często ich używają by siać terror.
Akcja serialu toczy się wokół 15-letniego Garroda Rana, który został wmieszany w aktualny konflikt przez tajemniczego mężczyznę, który zatrudnił go do odbicia dziewczyny o nazwisku Tiffa Adil z rąk Sępów - ludzi poszukujących starej broni używanej do walki podczas wojny. Tiffa należy do tzw. Newtypów, czyli istot będących następnym szczeblem ewolucji w swoim gatunku, zdolnych do niemal pełnej zdolności kontroli maszyn bojowych. Garrod po przejściach uświadamia sobie, że Sępy chcą ochronić Newtypy od złych ludzi i postanawia dołączyć do nich by chronić Tiffę. W jego walce głównie pomagają mu Roybea Loy i Witz Sou, a także tajemniczy kapitan statku Freeden- Jamil Neate, który podczas wojny zadał ostateczny cios Koloniom.

## Gundamy
- GX-9900 Gundam X – jest najsilniejszym Gundamem zbudowanym przez Federację. Był produkowany seryjnie. Uzbrojony jest w działo satelitarne, które pobiera energię z księżyca. Takie działo z łatwością mogło zniszczyć jedną kolonię. Zachowały się trzy egzemplarze, jeden ma Garrod, drugi został przerobiony przez Federację na Double X, trzeci znaleziony został na zatopionej łodzi Federacji. W pierwszej połowie serialu Gundam X zostaje ulepszony na Gundam X Dividera – dodatkowo dostaje laserowy karabin maszynowy i tarczę o nazwie Divider. Po zdobyciu Double X, Garrod oddaje swoją pierwszą maszynę Jamilowi.
- GT-9600 Gundam Leopard – jest pilotowany przez Roybea’ego. Gundam jest uzbrojony w broń niekonwencjonalną, różnego typu wyrzutnie oraz CKM na lewej ręce. Został później ulepszony na Leoparda Destroyer. Był produkowany seryjnie przez Federację.
- GW-9800 Gundam Airmaster – jest pilotowany przez Witza. Najszybszy Gundam, może zmienić się w samolot. Uzbrojony jest w dwa ręczne karabiny laserowe. Został ulepszony na Airmastera Burst. Także seryjnie produkowany przez Federację jako jeden z trzech modeli.
- GX-9901-DX Gundam Double X – skonstruowany przez Nowy Sojusz Ziemski, pod wodzą ministra Aimzata Kartrala. Miał symbolizować potęgę Ziemi i być główną maszyną floty. NSZ nie miał jak znaleźć systemu kompatybilnego z Newtypem, więc postanowił stworzyć maszynę na podstawie wraku jednego z Gunadamów X. Załoga Friedena postanowiła szukać pozostałych Gundamów X i natrafiła na nowo skonstruowanego Double X. Zostali zaatakowani przez działo satelitarne Double X i dostali się do więzienia, z którego później się wydostali. Garrod kradnie Double X i staje się jego pilotem.

## Odcinki
1. Tsuki wa Deteiru ka? (月は出ているか?)
2. Anata ni, Chikara o... (あなたに、力を...)
3. Watashi no Aiba wa Kyōbō desu (私の愛馬は凶暴です)
4. Sakusen wa Ikkoku o Arasou! (作戦は一刻を争う!)
5. Hikigane wa Omae ga Hike (引き金はお前が引け)
6. Fuyukai dawa... (不愉快だわ...)
7. Gandamu, Uru yo! (ガンダム、売るよ!)
8. Ano Ko, Yurusanai! (あの子、許さない!)
9. Chimata ni Ame no Furu Gotoku (巷に雨の降るごとく)
10. Boku ga Nyūtaipu da (僕がニュータイプだ)
11. Nani mo Kangaezu ni Hashire! (何も考えずに走れ!)
12. Watashi no Saikō Kessaku desu (私の最高傑作です)
13. Oroka na Boku o Ute (愚かな僕を撃て)
14. Ore no Koe ga Kikoeru ka! (俺の声が聞こえるか!)
15. Tengoku nante Aru no kana (天国なんてあるのかな)
16. Watashi mo Hito dakara (私も人間だから)
17. Anata Jishin ga Tashikamete (あなた自身が確かめて)
18. Rorerai no Umi (Loreleiの海)
19. Marude Yume o Miteru Mitai (まるで夢を見てるみたい)
20. ...Mata Aeta wa ne (...また逢えたわね)
21. Shinda Nyōbō no Kuchiguse da (死んだ女房の口癖だ)
22. Jūgonen me no Bōrei (15年目の亡霊)
23. Watashi no Yume wa Genjitsu desu (私の夢は現実です)
24. Daburu Ekkusu Kidō! (ダブルエックス機動!)
25. Kimitachi wa Kibō no Hoshi da (君達は希望の星だ)
26. Nani mo Shaberuna (何も喋るな)
27. Osaraba de Gozaimasu (おさらばで御座います)
28. Utsu shika nai no ka! (撃つしかないのか!)
29. Watashi o Mite (私を見て)
30. Mō Aenai Ki ga Shite (もう逢えない気がして)
31. Tobe, Garōdo! (飛べ、ガロード!)
32. Are wa G-Farukon! (あれはG-ファルコン!)
33. Dōshite Ore o Shitteiru!? (どうして俺を知っている!?)
34. Tsuki ga Mieta! (月が見えた!)
35. Kibō no Hikari wa Kesanai (希望の灯は消さない)
36. Bokura ga Motometa Sensō da (僕らが求めた戦争だ)
37. Furīden Hasshin Seyo (フリーデン発進せよ)
38. Watashi wa Dōmu... Katsute Nyūtaipu to Yobareta Mono (私はD.O.M.E... かつてニュータイプと呼ばれた者)
39. Tsuki wa Itsumo Soko ni Aru (月はいつもそこにある)

## Obsada głosowa
- Garrod Ran: Wataru Takagi
- Tiffa Adil: Mika Kanai
- Jamil Neate: Ken'yū Horiuchi
- Witz Sou: Kazuya Nakai
- Roybea Loy: Takumi Yamazaki
- Sala Tyrrell: Yumi Kakazu
- Toniya Malme: Kotono Mitsuishi
- Shingo Mori: Daiki Nakamura
- Techcs Farzenberg: Hiroshi Naka
- Kid Salsamille: Motoko Kumai
- Ennil El: Chieko Honda
- Carris Nautilus: Yūko Mizutani
- Shagia Frost: Toshiyuki Morikawa
- Olba Frost: Nozomu Sasaki
- Fixx Bloodman: Shin Aomori
- Duett Langraph: Mitsuaki Madono
- Aimzat Kartral: Unshō Ishizuka
- Katokk Alzamille: Masashi Hirose
- DOME: Yūtarō Mitsuoka